# TGV P01
Ne doit pas être confondu avec Train à grande vitesse pendulaire.
,
Le TGV P01 est un prototype et démonstrateur de train à grande vitesse pendulaire. Issu de la rame TGV PSE n°101, le TGV P01 a été utilisé pour tester la pendulation sur le TGV, en vue d'accélérer le trafic ferroviaire sur les lignes classiques françaises, notamment la ligne des Aubrais - Orléans à Montauban-Ville-Bourbon.

## Histoire

### Projet
En 1996, le Programme de Recherche et de Développement pour l'Innovation Technologique des transports terrestres (PREDIT) et la Société nationale des chemins de fer français lancent un projet de train à grande vitesse pendulaire capable de rouler de 220 à 250 km/h sur des lignes classiques du réseau ferré français,, dans le but d'éviter de construire des nouvelles infrastructures ferroviaires aptes à la grande vitesse. Ainsi, le projet contribuerait à accélérer le trafic sur les lignes classiques tortueuses comme Paris-Toulouse ou Paris-Strasbourg sur lesquelles les temps de circulation seraient considérablement réduits.
En effet, la construction de la première phase de la LGV Est combinée avec la mise en service des TGV pendulaires mettrait Strasbourg à 2 h 30 de Paris. Le projet de TGV pendulaire est financé à la hauteur de 31 millions de francs par le PREDIT, 84 millions de francs par GEC-Alsthom et 55 millions de francs par la SNCF ; le budget total est de 170 millions de francs. Le coût  de la conversion d'un parc de TGV Sud-Est potentiellement en fin de vie en TGV pendulaires était estimé équivalent à celui des nouvelles rames TGV Réseau. Le projet est pris en considération et GEC-Alsthom, la Société nationale des chemins de fer français et l'État commencent les études, en vue d'une mise en service commerciale en 2003. Simultanément, Bombardier lance son projet de turbotrain pendulaire dénommé Axis.

### Rame
En novembre 1997, la rame TGV PSE no 101 composée intégralement de sièges de première classe est convertie en train pendulaire et sort du Technicentre de Bischheim après 10 mois de travaux. La rame est présentée le 19 janvier 1998. Les essais ont d'abord lieu entre Melun, Héricy et Montereau sans pendulation, puis sur les lignes classiques de Brive à Cahors et de Chambéry à Bourg-Saint-Maurice. Après les essais, la SNCF envisage de remettre le TGV P01 dans son état initial en été 2000. La rame est ainsi reconvertie en TGV PSE n°101 en rénovation 3. En 2003, la SNCF envisage de transformer des TGV Atlantique en TGV pendulaires pour les dessertes Paris – Orléans – Limoges – Toulouse (POLT), mais le projet est abandonné car les études dépasseraient le budget accordé. En effet, le coût supplémentaire de la pendulation est estimé environ entre 60 et 120 millions de Francs par minute gagnée quand la vitesse de circulation est supérieure à 160 km/h.
La rame a été radiée en 2017, après avoir fini sa carrière en assurant des dessertes sur la LGV Nord (elle était alors entretenue au Technicentre du Landy). Les dessertes POLT sont par ailleurs assurées par des voitures Corail, sous le nom commercial de Téoz, puis Intercités (voire Intercités 100 % Éco), dont la vitesse pourrait être augmentée.

## Informations techniques
Lors de la transformation de la rame PSE n°101, d'importants changements ont eu lieu. Le but était d'augmenter la vitesse sur les lignes classiques sans réduire la vitesse sur les lignes à grande vitesse. Tout d'abord, des bogies articulés comprenant un système de pendulation hydraulique Fiat Ferroviaria capables d'une inclinaison d'un angle de 6,3° ont été installés. Ce système de pendulation a été remplacé par un autre, cette fois-ci électro-mécanique et construit par Alsthom à l'occasion du rachat de Fiat Ferroviaria. Le système de signalisation TVM 430 est embarqué à bord. Des caméras sont installées sur le toit pour surveiller l'état des pantographes.
Les motrices bicourant n'ont cependant pas été dotées d'un système de pendulation car la pendulation de ces dernières impliquait la construction et le développement d'un nouveau bogie moteur pendulaire, ce qui dépassait le budget accordé au constructeur. Il était aussi nécessaire pour la pendulation d'enlever les installations électriques présentes dans les voitures d'extrémité des TGV PSE, impliquant la perte d'un tiers de la puissance totale du train, réduite à 4 300 kW,. Le TGV P01 ne pouvait pas dépasser 220 km/h, mais pouvait être remorqué par une autre rame TGV non pendulaire pour atteindre cette vitesse. Des accoudoirs et des sièges plus stables ont été installés au poste de conduite dans les motrices pour la sécurité et l'aisance du conducteur à cause des contraintes qu'il subira avec la force centrifuge, non ressentie par les passagers.
La rame est pelliculée dans la livrée spéciale P01 à la sortie du technicentre de Bischheim, composée de gris métallisé bordé de bleu marine. Le logo du projet est en marquage orange sur fond blanc.